# Lime Doce
Lime Doce (Crioulo cabo-verdiano, ALUPEC: Limi Dosi)  é uma vila na ilha Brava, Cabo Verde.

## Vilas próximos
- Cova Joana - nordeste
- Nova Sintra do Monte - oeste